# Martwa Wisła
Il Martwa Wisła (in polacco letteralmente "Vistola morta"; tedesco: Tote Weichsel) è uno dei rami del delta della Vistola, che è stato creato in seguito ai cambiamenti nel letto del fiume e scorre attraverso la città di Danzica, nel nord della Polonia, sfociando nella Baia di Danzica. Alla foce della Martwa Wisła vi è la penisola di Westerplatte che tra il 1926 e il 1939 è stata la sede di una fortezza polacca, la cui strenua difesa, durante i primi giorni della seconda guerra mondiale ha rappresentato uno dei cardini della resistenza polacca all'invasione delle truppe tedesche. I combattimenti, durati dal 1 al 7 settembre 1939, sono noti come battaglia della Westerplatte.
Sulla riva sinistra della Martwa Wisła hanno sede parte degli stabilimenti del cantiere navale di Danzica.